# Terzo d'Aquileia
Terzo d'Aquileia är en ort och kommun i regionen Friuli-Venezia Giulia i Italien och tillhörde tidigare även provinsen Udine som upphörde 2018. Kommunen hade 2 818 invånare (2018).